# Pedro Junco Jr.
Pedro Buenaventura Jesús del Junco-Redondas, más conocido como Pedro Junco Jr. (Pinar del Río, Cuba, 22 de febrero de 1920 - La Habana, 25 de abril de 1943), fue un compositor cubano, reconocido por 30 boleros tales como: «Estoy triste», «Soy como soy», «Me lo dijo el mar», «Quisiera», «Tus ojos», y su canción más famosa, el clásico «Nosotros».

## Biografía
Fue el primogénito de los tres hijos de Pedro Nicolás del Junco-Valdés y María Regla Redondas-Ríos. Este compositor se formó en piano junto con Estrella Pintado, desde los 6 años y hasta los 19, cuando estuvo estudiando en una filial del Conservatorio Orbón de Pinar del Río, y es allí donde consiguió obtener el título de "Maestro de piano" en el año 1939. Tuvo voz de barítono. 

### "Nosotros"
Su composición "Nosotros" fue entonada por primera vez en febrero de 1943 por el cantante Tony Chiroldes en la Estación Radial de Pinar del Río CMAB.  Junco fue enamoradizo, teniendo amores desde una trapecista, una monja, mujeres casadas, mujeres solteras, hasta que a su gran amor lo conoció en una fiesta, que fue amor a primera vista, de una joven de la alta sociedad llamada María Victoria Mora Morales. Iniciaron la relación y se hicieron novios. Su familia se opuso cuando se enteraron de que el novio tenía fama de bohemio, aventurero y seductor, por lo que su papá le prohibió terminantemente que volviera a verlo. La prohibición no sirvió de nada, y los novios continuaron un intenso romance. En 1939 le diagnosticaron tuberculosis, por lo que empezaron las dificultades de salud. A la vez, empezó y compuso la canción para su novia, la cual es una confesión y declaración de amor a la vez, ya que conociendo su estado de salud, le pidió a su amigo Tony Chiroldes, que la cantara en la radio para su novia. Así se hizo, siendo un éxito inmediato, y una gran alegría para el compositor.  
Atiéndeme, quiero decirte algo, que quizá no esperes, doloroso tal vez.
Escúchame, que aunque me duela el alma. yo necesito hablarte, y así lo haré.
Nosotros, que fuimos tan sinceros, que desde que nos vimos, amándonos estamos.
Nosotros, que del amor hicimos, un sol maravilloso, romance tan divino.
Nosotros que nos queremos tanto, debemos separarnos, no me preguntes más.

No es falta de cariño, te quiero con el alma, te juro que te adoro, y en nombre de este amor, y por tu bien te digo adiós.
Desde entonces, "Nosotros" ha sido cantada por más de 400 artistas, entre otros Sara Montiel, Eydie Gormé y Los Panchos, Plácido Domingo y Luis Miguel.

### Muerte
Según su amigo, Aldo Martínez Malo, autor de Pedro Junco-Viaje A La Memoria, el 9 de marzo de 1939 tuvo un ataque de tos habiendo expectorado sangre, por lo que tuvo que ser aislado. En abril de 1943, tuvo el mismo problema y entonces fue internado en la Clínica Damas de la Covadonga de La Habana. Se le diagnosticó tuberculosis (que en esa época era una enfermedad mortal). El 25 de abril de 1943, aproximadamente a las 10 de la noche, estando internado escuchó el estreno radial de su canción Soy Como Soy, por René Cabel, y falleció algunos minutos más tarde. En el sepelio, los asistentes entonaron el éxito "Nosotros", ante la presencia callada y triste de María Victoria. Sus restos yacen en el Cementerio Católico de Pinar del Río.